# Lycoriella heydeni
Lycoriella heydeni är en tvåvingeart som först beskrevs av Johannes Winnertz 1867.  Lycoriella heydeni ingår i släktet Lycoriella och familjen sorgmyggor.
Artens utbredningsområde är Schweiz. Inga underarter finns listade i Catalogue of Life.